# サン＝ディエ＝ドーヴェルニュ
サン＝ディエ＝ドーヴェルニュ （Saint-Dier-d'Auvergne）は、フランス、オーヴェルニュ＝ローヌ＝アルプ地域圏、ピュイ＝ド＝ドーム県のコミューン。

## 由来
現在の名称になったのは1961年4月2日である。以前、コミューンの名はサン＝ディエであった（まだ日常的にこの名称が使われている）。
サン＝ディエ＝デ＝ヴォージュ、サン＝ディジエ、サン＝ディエ＝シュル＝ロワール、ディー、サン＝ディエリと混同される。

## 歴史
フランス革命後の国民公会時代、コミューンはポン＝リーブルと改名させられていた。

## 人口統計
| 1962年 | 1968年 | 1975年 | 1982年 | 1990年 | 1999年 | 2006年 | 2012年 |
| ------ | ------ | ------ | ------ | ------ | ------ | ------ | ------ |
| 730    | 660    | 611    | 581    | 531    | 551    | 541    | 556    |

source=1999年までLdh/EHESS/Cassini、2004年以降INSEE